# Font del Boix (Coll de Nargó)
Pour les articles homonymes, voir Font del Boix.
La Font del Boix (en français « Fontaine du buis ») est une fontaine naturelle située à Coll de Nargó, dans l’Alt Urgell, en Catalogne.